# КК Темишвар
КК Темишвар (рум. BC Timișoara) је румунски кошаркашки клуб из Темишвара. Тренутно се такмичи у Првој лиги Румуније.

## Историја
Клуб је основан 1956. године и од тада је готово редован учесник Прве лиге Румуније, будући да је само у периоду од 1983. до 1985. играо у нижем рангу. Титулу првака никада није освојио, али је у сезонама 2008/09. и 2011/12. стизао до финала плеј-офа. У националном купу трофеје је освајао 2010. и 2015. године, док је у још четири наврата бивао поражен у финалу.
У сезони 1994/95. такмичио се у Купу Радивоја Кораћа (елиминисан је већ у квалификационој рунди). У сезони 2011/12. учествовао је у регионалној Балканској лиги, али није стигао даље од групне фазе.

## Успеси

### Национални
- Првенство Румуније:
  - Вицепрвак (2) :  2009, 2012.

- Куп Румуније:
  - Победник (2) :  2010, 2015.
  - Финалиста (4) :  2007, 2008, 2010, 2012.

## Познатији играчи
- Слободан Дунђерски
- Стефан Живановић
- Младен Јеремић
- Вујадин Суботић
- Владимир Тица